# カルタス (免許状)
カルタス (葡: Cartaz。掲示物の意 ) は、ポルトガルが影響下においていた16世紀のインド洋で、航海・交易を計画している船に取得を義務づけた免許状である。 
このカルタス政策は1502年から導入された。当時のインド洋では、安全のために必要な金額を納めてポルトガル当局の許可を得てそれを船に掲示するか、さもなければポルトガル人から攻撃される危険があった。 
カルタスとはおそらくアラビア語で紙・書類を意味するقَرْطَس (qarṭas)に由来する語で、ポルトガルのインド洋来航以前から使用されていた可能性がある。   

## 背景
ポルトガルが船にライセンスを発効するという政策はエンリケ航海王子が1443年にはじめた。王と教皇の許可の下で、西アフリカの沿岸航路を独占して、大西洋をポルトガルの閉鎖海にしようとした。  
ポルトガルのライセンスを得た船は、得られた利益の一部（通常20％、「五分の一」）と引き換えに、航行許可と支援とを受けられた。これによって、ポルトガル人および外国人の冒険航海への投資を後押しする物だった。  

## カルタス
カルタスによる航行許可の交付は、1502年にインド洋で開始されたシステムであり、ポルトガルが地元の商取引を利用して広範囲に独占するものだった。カルタスの発行はポルトガルにとって低コストだった。商船にはこの海域に多数存在した海賊やライバル国からの保護を与えた。 
しかし、その主な目的は、商人たちにポルトガルの交易拠点で税金を支払わせることで、ゴア、マラッカ、ホルムズなどのポルトガル商館に船を誘導して、香辛料およびその他の貿易における独占を保証する閉鎖海政策を実施することにあった。 
この許可状なしの船がインド洋を航行することは公的に許されておらず、船がムスリムのものだろうとヒンドゥー教徒のものだろうとマレー人のものだろうと関係なく、ポルトガルから攻撃されて積荷を奪われたり、最悪の場合は撃沈される危険すらあった。 
毎年、(貿易に適した)モンスーンの時期には、ポルトガル艦隊がこの免状の有無を確認すべく沿岸を哨戒していた。後にポルトガルの商業への影響力が低下すると、カルタスの発行それ自体が王の重要な収入源となった。   